# رویال رامبل (۲۰۱۵)
رویال رامبل ۲۰۱۵ (به انگلیسی: Royal Rumble) بیست و هشتمین رویال رامبل سالانه غیر رایگان (Pay-Per-View) در کشتی حرفه‌ای است که توسط کمپانی دبلیودبلیوئی تهیه می‌شود و این دوره‌اش هم در تاریخ ۲۵ ژانویه ۲۰۱۵ در ورزشگاه وِلز فارگو سنتر شهر فیلادلفیا ایالت پنسیلوانیا برگزار شد. رویال رامبل ۲۰۱۵ اولین PPV دبلیودبلیوئی در سال ۲۰۱۵، بیست و هشتمین بار از این رویداد و همچنین اولین رویال رامبلی بود که از شبکه دبلیودبلیوئی پخش شد.
قیمت بلیطهای این دوره رویال رامبل به‌طور میانگین ۵۱۸٫۲۸ دلار بود که بیشترین میزان از سال ۲۰۱۰ تا ۲۰۱۵ بود.
این رویال رامبل نیز به مانند رویداد سال قبل با واکنش منفی اکثریت هواداران نسبت به مسابقه اصلی همراه شد. با این حال مسابقه تریپل ترت بین جان سینا، سث رالینز و براک لزنر برای کمربند دبلیودبلیوئی سنگین‌وزن جهان مورد تحسین اکثر منتقدان و تماشاگران قرار گرفت.

## زمینه‌سازی
رویال رامبل شامل مسابقاتی بین دشمنی‌های موجود، ماجراهای پیش آمده و استوری‌هایی خواهد بود که پیش از این در برنامه‌های راو یا اسمک داون پخش شده بود. کشتی‌گیرها با توجه به مسابقات یا سری اتفاقاتی که برایشان رخ می‌دهد و تنش را به حد اکثر می‌رساند، نقش منفی یا قهرمان به خود می‌گیرند.
طبق رسم هرساله در رویال رامبل، رقابت بَتِل رویال بین کشتی گیران برگزار می‌شود به این صورت که هر ۹۰ ثانیه یک نفر وارد رینگ می‌شود. برنده این مسابقه، فرصت رقابت بر سر کمربند دبلیودبلیوئی سنگین‌وزن جهان را در رسلمانیا ۳۱ پیدا خواهد کرد. در رویال رامبل ۲۰۱۵ قرار بود ۴۰ نفر در مسابقه رامبل حضور داشته باشند ولی در تی‌ال‌سی اعلام شد که این مسابقه، ۳۰ نفره خواهد بود. در رویداد تی‌ال‌سی، رومن رینز بازگشت و به عنوان اولین نفر، حضورش را در مسابقه رامبِل اعلام کرد. در راو ۲۹ دسامبر که آخرین قسمت از این برنامه در سال ۲۰۱۴ بود، دنیل براین در برنامه حضور یافت و اعلام کرد که در مسابقه رویال رامبل شرکت خواهد کرد. در شو مِین ایوِنت ۶ ژانویه، روسِف قهرمان کمربند ایالات متحده، حضور خود را در مسابقه رویال رامبل اعلام کرد. در اسمکدان ۹ ژانویه، بری وایت و بد نیوز برت قهرمان جدید کمربند بین قاره‌ای نیز حضور خودشان را در مسابقه رویال رامبل اعلام کردند. در راو ۱۲ ژانویه، دین امبروز گفت که در مسابقه رامبل شرکت خواهد کرد. در شو مِین ایوِنت ۱۳ ژانویه ۲۰۱۵ گُلداست و استارداست حضور خود را در مسابقه رویال رامبل اعلام کردند همچنین در اسمکدان ۱۵ ژانویه که اولین اسمکدانی بود که در روز پنج شنبه پخش می‌شد کین و بیگ شو نیز حضور خود را در مسابقه رویال رامبل اعلام کردند.
در سامر اسلم، براک لزنر با در هم کوبیدن جان سینا، قهرمان جدید دبلیودبلیوئی سنگین‌وزن جهان شد. در شب قهرمانان، سینا مسابقه مجددی با لزنر برگزار کرد که اینبار هرچند بخاطر دخالت سِث رالینز، سینا مقابل لزنر با سلب صلاحیت(Disqualification) پیروز شد اما چون با سلب صلاحیت صاحب کمربند عوض نمی‌شود، لزنر همچنان قهرمان باقی ماند. در هل این ا سل، جان سینا با غلبه بر رندی اورتن توانست رقیب #۱ قهرمان کمربند دبلیودبلیوئی سنگین وزن جهان یعنی براک لزنر شود. در تی‌ال‌سی هم، سینا مقابل سِث رالینز پیروز شد تا همچنان رقیب اول لزنر باقی بماند و در رویال رامبل با او رقابت کند. در راو ۵ ژانویه که اولین قسمت آن در سال ۲۰۱۵ بود تریپل اچ، سِث رالینز را که باعث بازگشت مقامات یا رووسا(The Authority) به قدرت شده بود، به مسابقه اصلی رویال رامبل اضافه کرد تا این مسابقه یک مسابقه تریپل ترت یا سه‌جانبه شود. همچنین تریپل اچ، با برگزاری یک مراسم تقدیر از سینا که البته برای تحقیر او طراحی شده بود، رایبک، دالف زیگلر و اریک روئن را به رینگ فراخواند و بخاطر حضور در تیم سینا در سروایور سریز آن‌ها را اخراج کرد. در راو ۱۹ ژانویه ۲۰۱۵، تریپل اچ، جان سینا را وادار کرد تا در همان شب در یک مسابقه سه به تک مقابل سث رالینز، بیگ شو و کین قرار گیرد و قرار شد اگر سینا ببازد از مسابقه تریپل ترت رویال رامبل حذف شود و اگر ببرد رایبک، دالف زیگلر و اریک روئن شغلشان را پس بگیرند. اینبار هم استینگ به کمک سینا آمد تا سینا برنده شود؛ پس از آن هم ناگهان براک لزنر وارد شد تا انتقام Curb Stomp هفته قبل از رالینز را بگیرد؛ لزنر به کین و بیگ شو فن تمام‌کننده خود یعنی F5 را زد ولی رالینز از فرصت استفاده کرد و فرار کرد.
در شو راو ۲۹ دسامبر ۲۰۱۴، د اوسوس (جیمی و جِی اوسو) در مقابل د میز و دیمین میزداو پیروز شدند و کمربندهای تگ تیم را پس گرفتند. در اسمکدان ۱۵ ژانویه اعلام شد که در رویال رامبل، د اوسوس از کمربنده‌های خود در مقابل د میز و دیمین میزداو دفاع خواهند کرد.

## بازخورد
واکنش بسیار منفی تماشاگران حاضر در ورزشگاه نسبت به مسابقه رویال رامبل و برنده آن حتی بدتر از مسابقه سال قبل توصیف شد. وقتی دنیل براین در همان دقایق آغازین مسابقه از رینگ به بیرون پرت شد، تماشاگران تا پایان نام او را فریاد می‌زدند و بقیه واردشوندگان و حتی برنده نهایی یعنی رومن رینز را-که محبوب تماشاگران بوده‌است-"هو" می‌کردند. جمعیت حاضر با حذف دالف زیگلر و دین امبروز بیش از پیش عصبانی شدند و همینطور فریادهای "مزخرف" و "سی‌ام پانک" سردادند و هنگامیکه رینز و روسِف باقی ماندند مردم روسف را که شخصیتی منفیست تشویق می‌کردند. رینز پس از برنده شدن و با وجود حمایت راک، باز هم "هو" شد و خود راک هم با اقبال تماشاگران روبرو نشد.

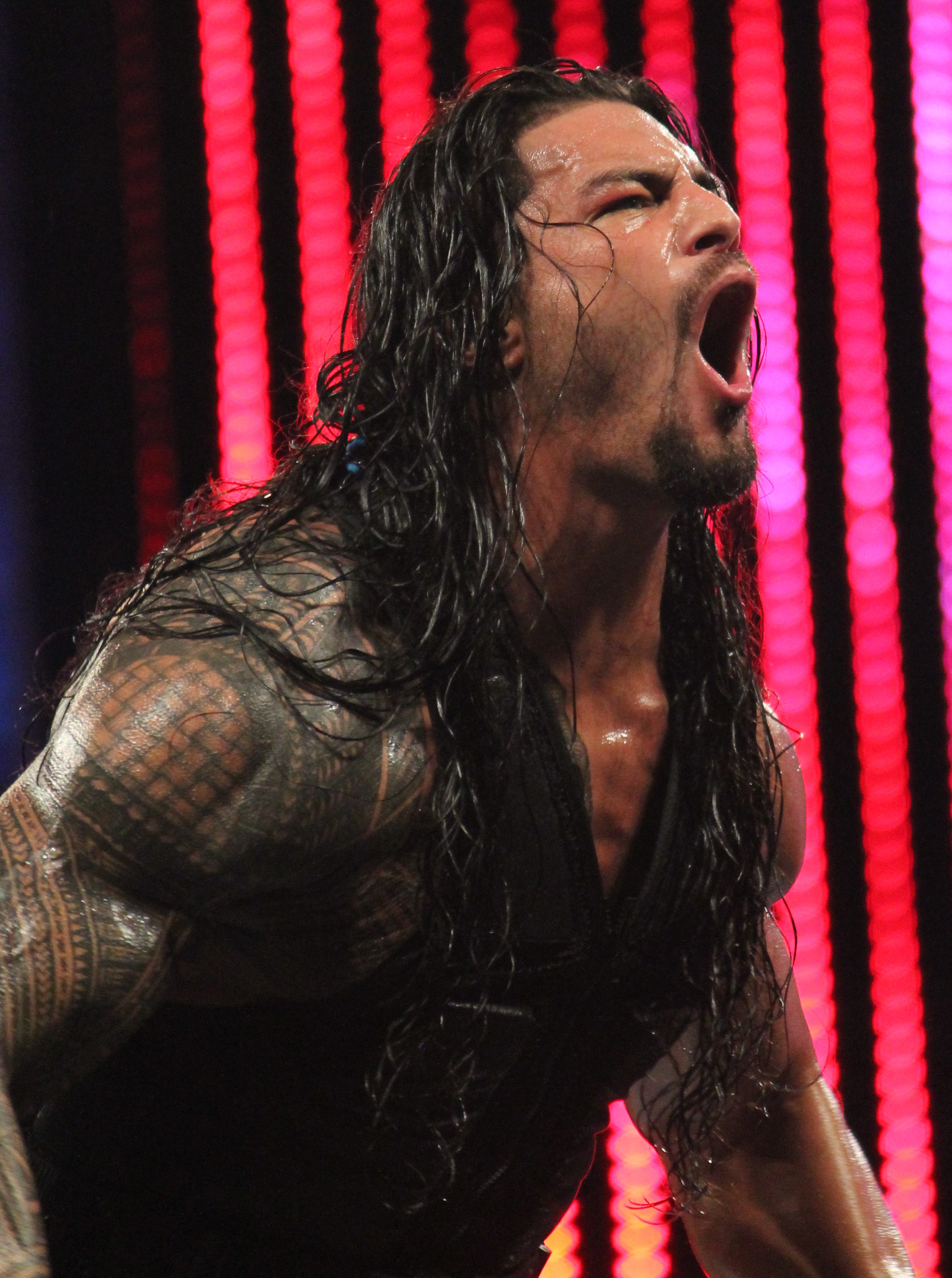
رومن رینز پس از پیروزی‌اش در مسابقه رویال رامبل ۲۰۱۵

بعضی از طرفداران سراغ شبکه‌های اجتماعی رفتند تا ناراحتی خود از حذف براین را نشان دهند. کمی بعد از این رویداد عبارت CancelWWENetwork# در توییتر عبارت مورد استفاده اول(Trend) در دنیا شد. PWInsider.com گزارش کرد که به دلیل زیاد بودن تعداد کسانی که قصد لغو دستی عضویت در شبکه دبلیودبلیوئی را داشتند، صفحه آنلاین لغو کردن بارگذاری نمی‌شد و وقتی با مسئولان تماس می‌گرفتند پاسخ "لطفاً روز بعد تماس بگیرید" را دریافت می‌کردند.
دِیو شِرِر از وبسایت PWInsider.com نوشت که این رویداد "قطعاً بخاطر مسابقه تریپل ترت ارزش دیدن داشت ولی چه مسابقه رامبل بدی بود" و گفت : "برگرداندن براین به مسابقات اشتباه بدی بود حداقل برای امشب" و "مردم براین را میخواستند و آن‌ها او را از مردم گرفتند" و "رومن رینز را در چشمان طرفداران کشتند" و "پایان رویداد پایان بدی بود".
جیمز کادوِل از خبرنامه Pro Wrestling Torch به مسابقه اصلی رویال رامبل امتیاز ۳.۵ از ۵ داد و گفت "مسابقه رامبل خوبی بود" البته "تا زمانی که مردم نمی‌دانستند قرار است چه اتفاقی بیفتد و چگونه تمام شود". کادوِل حضور پررنگ بری وایت در مسابقه را تحسین کرد و بازگشت بابا رِی دادلی را "غافلگیری جالبی" دانست، ولی معتقد بود که هر اتفاق خوبی هم که طی مسابقه افتاد "در سایه پایان بد مسابقه قرار گرفت". کادوِل به مسابقه قهرمانی تریپل ترت نمره ۴ از ۵ داد و "رویه بسیار قوی" آن را تحسین کرد و آن را "مسابقه‌ای درجه یک" خواند ولی نقدش این بود که این مسابقه "زیادی به رهایی از ضربات تمام‌کننده(Finisher Kick-out) وابسته بود". او مسابقه قهرمانی تگ تیم را "مسابقه‌ای محکم" توصیف کرد و به آن نمره ۲.۵ از ۵ داد و به مسابقه دیواز و آغازین بین دِ اَسِنشِن و دِ نو اِیج اَوت‌لاز نمره ۱.۵ از ۵ داد.
کِنی هرزاگ از رولینگ استون گفت که این بدترین رامبل تاریخ بود و بسیاری از عوامل خوب بودن را نداشت از جمله برخورد نامناسب با قهرمان سابق بین‌قاره‌ای، حذف زودهنگام و ناباورانه دنیل براین و تفوق بیگ شو و کین بر بسیاری از استعدادهای جوان؛ اتفاقاتی که همگی از کیفیت این رویداد کاستند. با همه این حرفها، او جمعیت پرشور فیلادلفیا، بازگشت بابا رِی دادلی و همینطور عملکرد رالینز در مسابقه تریپل ترت را تحسین کرد و جزء نکات مثبت رویداد دانست.
بیل هَنستاک از SBNation.com نوشت حذف زیگلر و وایت توسط بیگ شو و کین "اتفاقی کاملاً مهمل و خاموش‌کننده تمام هیاهوی تماشاگران" و "پیروزی رینز مانند نتیجه‌ای نخ‌نما" بود. او مسابقه تریپل ترت برای کمریند دبلیودبلیوئی سنگین‌وزن جهان را تحسین کرد و آن را "پر از روح و انرژی" و "مثال بارز یک مسابقه کلاسیک" توصیف کرد و گفت: "به راحتی می‌توان آن را نامزد بهترین مسابقه سال دانست".
لوک وینکی از اسپُرتس ایلوسترِیتِد زیاد به مسابقه رامبل انتقاد نداشت و حذف براین را رویه‌ای خوب و نمونه‌ای از زمانی دانست که "قرار است از کمپانی متنفر شوید". وینکی اظهار داشت: "این انگیزش" که با حذف براین ایجاد شد تأثیر زیادی در ادامه مسابقه و طرد شدن رینز از سوی تماشاگران داشت. او هم ضمن تحسین مسابقه تریپل ترت، آن را از حالا نامزد "بهترین مسابقه سال" دانست.
میک فولی که یک عضو تالار مشاهیر دبلیودبلیوئی است و به رویال رامبل سال قبل هم انتقاد داشت، نوشت که ناراحت از این است که رویال رامبل حالا تبدیل به یک رویداد بی‌ربط و بی‌درخشش در سال شده و جو مناسب برای رسلمانیا را فراهم نمی‌آورَد. او از دبلیودبلیوئی بخاطر استفاده نادرست و نابجا از ستارگان محبوبش انتقاد کرد و گفت: "هیچ لذتی در فیلادلفیا دیده نمی‌شد".

## پسایند
در حالیکه بعضی از طرفداران قصد داشتند به نشانه اعتراض در راو شب بعد از رویال رامبل شرکت نکنند، دبلیودبلیوئی بخاطر January 2015 nor'easter مجبور به لغو برگزاری این قسمت از راو شد که قرار بود در شهر هارتفورد برگزار شود. پس از واقعه قتل دو نفر و خودکشی توسط کریس بنوا این اولین راو بود که لغو می‌شد و همچنین اولین بار پس از سال ۲۰۰۹ بود که راو به شهر دیگری منتقل می‌شد. شب بعدش هم کمپانی، ضبط برنامه اسمک‌داون را که قرار بود در بوستون انجام شود لغو کرد. در عوض کمپانی تصمیم گرفت راو را در مقر خود یعنی استَم‌فورد برگزار کند، البته فقط در قالب چند مصاحبه استودیویی. همچنین اعلام شد که پنجشنبه، اسمک‌داون به صورت زنده از هارتفورد پخش خواهد شد و بلیطهای فروخته شده برای راو برای اسمک‌داون استفاده خواهد شد و همچنین اهالی بوستون می‌توانند در یکی از برنامه‌های پیش روی کمپانی در ۲۷ ژوئن شرکت کنند یا اینکه وجه کامل بلیط خود را پس بگیرند. نویسنده ستون کشتی Pittsburgh Tribune-Review و Wrestlezone.Com یعنی جاستین لابار با اشاره به اینکه بعضی از طرفداران، نگران این شده بودند که هیچ راوای در کار نخواهد بود، این هواداران را افرادی "دورو" خواند چرا که معتقد بود اینها همان طرفدارانی هستند که شب قبل، مسابقه رامبل را به باد انتقاد گرفتند و حالا بیشتر از سلامتی خود نگران برگزار نشدن راو هستند.
در راو شب بعد از رویال رامبل، مصاحبه‌هایی با سث رالینز، براک لزنر به همراه پُل هیمن، دنیل براین و سرانجام رومن رینز انجام شد؛ ضمن اینکه دین امبروز بخاطر ممنوعیت تردد ساعت ۹ شب در کل ایالت، "قدم‌زنان" از هارتفورد به مقر کمپانی رسید و وارد آن شد.

## نتایج
| #                                                                                                 | نتایج | نوع مسابقه | مدت زمان |
| ------------------------------------------------------------------------------------------------- | --- | --- | -------- |
| ۱پ                                                                                                | سِزارو و تایسون کید (با همراهی ناتالیا و آدام رز) پیروز مقابل د نو دِی (بیگ ای و کوفی کینگستون) (با همراهی زِیویِر وودز) | مسابقه تگ تیم | ۱۱:۰۳    |
| ۲                                                                                                 | دِ اَسِنشِن (کانِر و ویکتور) پیروز مقابل دِ نو اِیج اَوت‌لاز (رُود داگ و بیلی گان)                                             | مسابقه تگ تیم | ۰۵:۲۵    |
| ۳                                                                                                 | د اوسوس (جیمی و جِی اوسو)(c) پیروز مقابل د میز و دیمین میزداو                                                         | مسابقه تگ تیم برای کمربندهای تگ تیم                                                                                                | ۰۹:۲۰    |
| ۴                                                                                                 | دوقلوهای بِلا (بری و نیکی بِلا) پیروز مقابل پِیج و ناتالیا                                                              | مسابقه تگ تیم | ۰۸:۰۴    |
| ۵                                                                                                 | براک لزنر (c) (با همراهی پُل هیمن) پیروز مقابل جان سینا و سِث رالینز (با همراهی جِیمی نوبِل و جویی مِرکوری)               | مسابقه تریپل ترت برای قهرمانی کمربند دبلیودبلیوئی سنگین‌وزن جهان                                                                    | ۲۲:۵۲    |
| ۶                                                                                                 | رومن رینز با بیرون انداختن روسِف از رینگ پیروز شد                                                                     | مسابقه رویال رامبل ۳۰ نفره؛ برنده این مسابقه، در مسابقه اصلی رسلمانیا ۳۱ بر سر کمربند دبلیودبلیوئی سنگین‌وزن جهان مسابقه خواهد داد. | ۵۹:۴۰    |
| - (c) – نشان‌دهنده قهرمان(هایی) است که به میدان می‌روند - پ – نشان‌دهنده این است که مسابقه در پری–شو | | |          |

### ترتیب واردشوندگان و شکست خوردگان در مسابقه رویال رامبل
تقریباً هر ۹۰ ثانیه، یک نفر وارد می‌شد.
| شماره | قرعه              | ترتیب | شکست دهنده         | مدت حضور | تعداد شکست خوردگان توسط او |
| ----- | ----------------- | ----- | ------------------ | -------- | -------------------------- |
| ۱     | د میز             | ۱     | بابا رِی            | ۰۴:۰۱    | ۰                          |
| ۲     | آر-تروث           | ۲     | بابا رِی            | ۰۴:۱۴    | ۰                          |
| ۳     | بابا رِی دادلی     | ۳     | وایِت               | ۰۴:۴۴    | ۲                          |
| ۴     | لوک هارپر         | ۴     | وایِت               | ۰۴:۱۳    | ۰                          |
| ۵     | بری وایِت          | ۲۴    | بیگ شو و کین       | ۴۶:۵۸    | ۶                          |
| ۶     | کورتیس اکسل       | -     | قادر به رقابت نبود | ۰۰:۰۰    | ۰                          |
| ۷     | د بوگی‌من          | ۵     | وایِت               | ۰۰:۴۷    | ۰                          |
| ۸     | سین کارا          | ۶     | وایِت               | ۰۰:۳۸    | ۰                          |
| ۹     | زک رایدر          | ۷     | وایِت               | ۰۰:۳۴    | ۰                          |
| ۱۰    | دنیل براین        | ۱۱    | وایِت               | ۱۰:۱۱    | ۱                          |
| ۱۱    | فاندانگو          | ۱۰    | روسِف               | ۰۷:۳۵    | ۰                          |
| ۱۲    | تایسن کید         | ۸     | براین              | ۰۲:۲۹    | ۰                          |
| ۱۳    | استارداست         | ۱۵    | رینز               | ۱۲:۳۱    | ۰                          |
| ۱۴    | دایموند دالاس پیج | ۹     | روسِف               | ۰۲:۲۹    | ۰                          |
| ۱۵    | روسِف              | ۲۸    | رینز               | ۳۵:۱۷    | ۶                          |
| ۱۶    | گلداست            | ۱۴    | رینز               | ۰۶:۲۱    | ۰                          |
| ۱۷    | کوفی کینگستون     | ۱۳    | روسِف               | ۰۲:۵۱    | ۰                          |
| ۱۸    | آدام روز          | ۱۲    | روسِف               | ۰۰:۲۴    | ۰                          |
| ۱۹    | رومن رینز         | -     | برنده              | ۲۷:۲۹    | ۶                          |
| ۲۰    | بیگ ای            | ۱۸    | روسِف               | ۱۴:۵۰    | ۰                          |
| ۲۱    | دیمین میزداو      | ۱۶    | روسِف               | ۰۰:۱۸    | ۰                          |
| ۲۲    | جک سوئگر          | ۲۰    | بیگ شو             | ۱۲:۵۰    | ۰                          |
| ۲۳    | رایبک             | ۱۹    | بیگ شو و کین       | ۱۱:۰۱    | ۰                          |
| ۲۴    | کین               | ۲۶    | رینز               | ۱۶:۵۶    | ۴                          |
| ۲۵    | دین امبروز        | ۲۵    | بیگ شو و کین       | ۱۳:۳۱    | ۱                          |
| ۲۶    | تایتوس اونیل      | ۱۷    | امبروز و رینز      | ۰۰:۰۴    | ۰                          |
| ۲۷    | بَد نیوز بَرِت       | ۲۱    | زیگلر              | ۰۵:۴۸    | ۰                          |
| ۲۸    | سِزارو             | ۲۲    | زیگلر              | ۰۴:۵۶    | ۰                          |
| ۲۹    | بیگ شو            | ۲۷    | رینز               | ۰۸:۲۲    | ۵                          |
| ۳۰    | دالف زیگلر        | ۲۳    | بیگ شو و کین       | ۰۲:۲۰    | ۲                          |

^  پیش از ورود به رینگ توسط اریک روئن مورد حمله قرار گرفت و نتوانست وارد رینگ شود.